# Abrus breviolus
Abrus breviolus är en insektsart som beskrevs av Dai och Zhang 2008. Abrus breviolus ingår i släktet Abrus och familjen dvärgstritar. Inga underarter finns listade i Catalogue of Life.